# Malachi Pearson
Malachi Pearson (Condado de San Luis Obispo, California; 12 de junio de 1981) es un actor estadounidense conocido por ser la voz de Casper en la película Casper.

## Filmografía
- 1986 – 1987: Capitol: Scotty Harper
- 1989: La sirenita.
- 1989 – 1990: Full House: Brian Kagan
- 1991: Suburban Commando: Eric
- 1992: Quicksand: No Escape: Tommy
- 1993: Donato and Daughter: Cal
- 1994: In Search of Dr. Seuss.
- 1995: Casper: Casper
- 1996: The Spooktacular New Adventures of Casper: Casper